# BMW серија 1 (F52)
BMW F52 је аутомобил ниже средње класе који производи немачки произвођача аутомобила BMW од 2017. године искључиво за кинеско и мексичко тржиште.

## Историјат
Представљен је на салону аутомобила у кинеском граду Гуангџоу 2016. године, а продаја је започела у фебруару 2017. године. BMW серија 1 (интерне ознаке F52) је аутомобил у седан верзији са четвора врата и намењен је за кинеско и мексичко тржиште. Производи се у граду Шенјанг, на североистоку Кине. BMW-ова фабрика мотора је такође лоцирана у Шенјангу.
Конструисан је од стране BMW Brilliance, заједничке компаније BMW-а и кинеског произвођача аутомобила Brilliance Auto. F52 користи UKL платформу са погоном на предње точкове, који дели са BMW X1 (F48) и моделима Минија. Од 2018. године аутомобил се продаје и у Мексику.
Конкуренти су му Ауди А3 седан и Мерцедес ЦЛА класе. Поседује ConnectedDrive технологију, старт-стоп дугме, „хед-ап” дисплеј, 8,8-инчни централни екран, iDrive систем, паркинг асистенцију, Dynamic контролу стабилности и друго.
Међутим, упркос локалном успеху аутомобила, BMW нема планове за производњу серије 1 у верзији седан за било која друга тржишта, осим за она што су првобитно била намењена.

## Мотори
За кинеско тржиште у понуди су само бензински мотори, који се користе и у моделима X1 (F48) и серији 2 актив турер.
| BMW F52            | 118i                 | 120i                 | 120i                     | 125i                     | 125i                     |
| ------------------ | -------------------- | -------------------- | ------------------------ | ------------------------ | ------------------------ |
| Године изградње    | 02/2017–10/2019      | од 10/2019           | 02/2017–10/2019          | од 10/2019               | 02/2017–10/2019          |
| Мотор              | Бензински мотор      | Бензински мотор      | Бензински мотор          | Бензински мотор          | Бензински мотор          |
| Врста мотора       | троцилиндрични-редни | троцилиндрични-редни | четвороцилиндрични-редни | четвороцилиндрични-редни | четвороцилиндрични-редни |
| Запремина          | 1499 cm³             | 1499 cm³             | 1998 cm³                 | 1998 cm³                 | 1998 cm³                 |
| Код мотора         | B38 A15M0            | B38 A15M0            | B48 A20M0                | B48 A20M0                | B48 A20O0                |
| Снага              | 100 kW (130 КС)      | 103 kW (138 КС)      | 141 kW (189 КС)          | 141 kW (189 КС)          | 170 kW (230 КС)          |
| Обртни момент      | 220 Nm/ 1250–4300    | 220 Nm/ 1480–4200    | 280 Nm/ 1250–4600        | 280 Nm/ 1350–4600        | 350 Nm/ 1250–4500        |
| Мењач              | 6° аутоматик         | 7° аутоматизовани    | 8° аутоматик             | 7° аутоматизовани        | 8° аутоматик             |
| Погон              | Предњи               | Предњи               | Предњи                   | Предњи                   | Предњи                   |
| Убрзање 0–100 km/h | 9,4 сек.             | 9,4 сек.             | 7,5 сек.                 | 7,5 сек.                 | 6,8 сек.                 |
| Брзина             | 212 km/h             | 212 km/h             | 235 km/h                 | 235 km/h                 | 250 km/h                 |
| Потрошња горива    | 5,5                  | 5,4                  | 6,2                      | 5,8                      | 6,4                      |
| Резервоар          | 50 литара            | 50 литара            | 50 литара                | 50 литара                | 50 литара                |

## Галерија
- Предњи део
- Задњи део
- Задњи део